# Chiesa di Sant'Anna (Bari)
La chiesa di Sant'Anna, anticamente conosciuta come santa Pelagia, è una chiesa di Bari sita in via strada palazzo di città.

## Storia
L'edificio risale all'XI secolo e all'epoca si trovava sulla via Franchigena, una delle più vivaci arterie dell'antica Bari. Si tratta di una chiesa di grande interesse architettonico per la commistione di culture ed etnie diverse legate alle vicende storiche della città.

## Descrizione

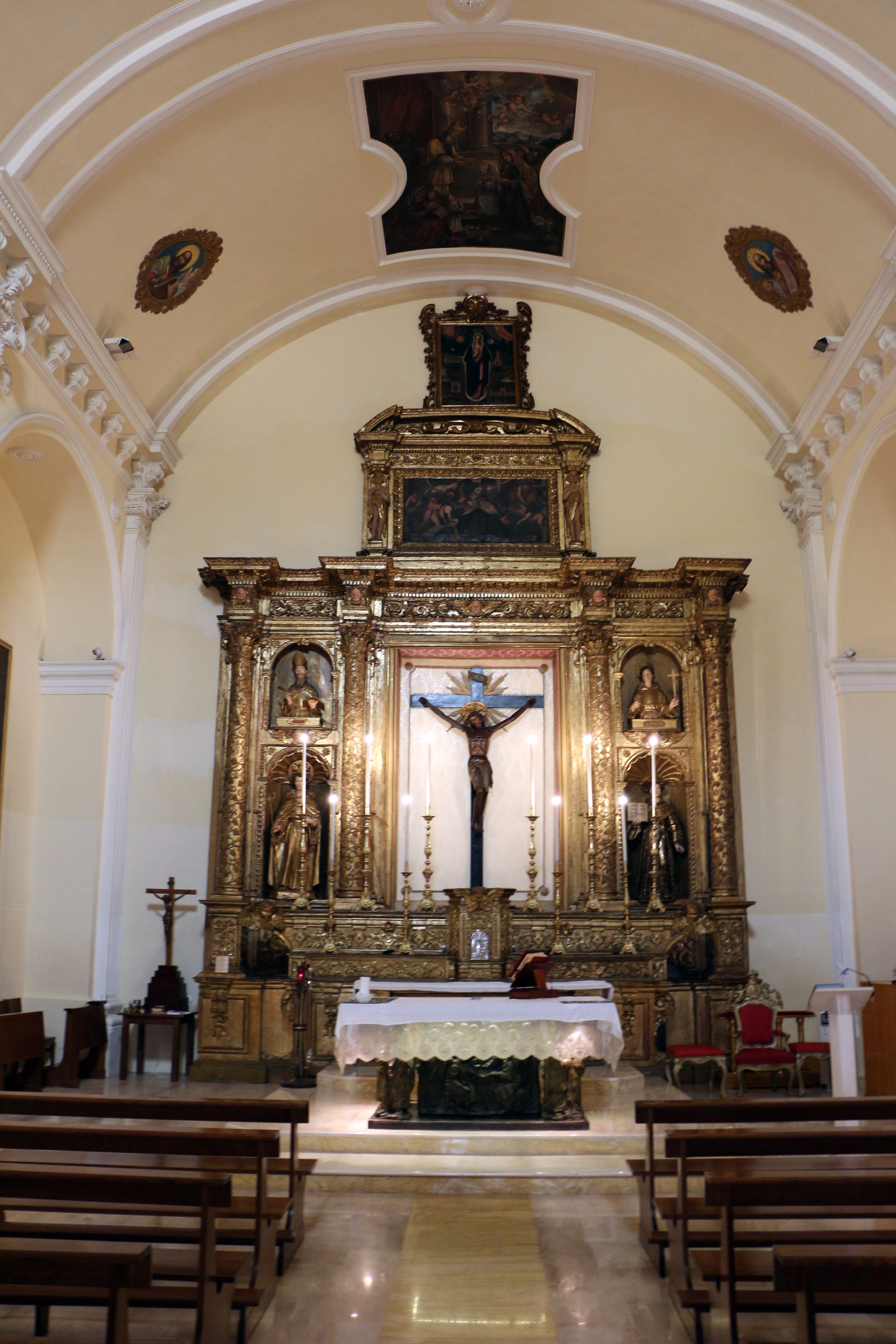
L'interno

### Esterno
La facciata a capanna con tetto a falda, rivela che la chiesa è a navata unica, ma la bianca superficie è interrotta dalla presenza di numerose formelle marmoree, raffiguranti animali reali o fantastici tratti dalla cultura orientale.

### Interno
Nonostante i ripetuti rimaneggiamenti, conserva ancora l'impianto rinascimentale. Il magnifico altare in legno scolpito a viticci dorato, nelle forme di un arco trionfale, con quattro colonne corinzie, è ornato di statue che rappresentano i santi francescani: Tommaso da Villanova, Nicola da Tolentino, Giovanni da San Facondo e sant'Agostino, patrono della chiesa.